# Darlington Nagbe
Darlington Nagbe (Monrovia, 19 luglio 1990) è un calciatore liberiano naturalizzato statunitense, centrocampista del Columbus Crew e della nazionale statunitense.
Nel 2011 è stato autore del "gol dell'anno" dalla Major League Soccer tramite un sondaggio proposto ai tifosi del sito ufficiale della MLS.

## Biografia
Suo padre, Joe Nagbe, è stato capitano della nazionale liberiana.

## Carriera

### Club
Viene selezionato dal Portland Timbers come 2ª scelta ai SuperDraft 2010. Dopo aver saltato le prime settimane della stagione a causa di un infortunio, il 2 aprile 2011 fa il suo esordio da professionista in MLS contro il New England Revolution.
Il 2 luglio 2011 segna la sua prima rete da professionista, gol selezionato come uno dei migliori della stagione, nella sconfitta per 2-1 contro lo Sporting Kansas City.
L'11 aprile 2016 durante un match contro i Los Angeles Galaxy subisce un duro fallo da parte di Nigel de Jong, che però lo costringerà a rimanere fuori dal campo solo per due partite.
Il 13 dicembre 2017 viene ingaggiato dall'Atlanta United FC.

### Nazionale
Viene convocato per la Copa América Centenario negli Stati Uniti.

## Statistiche
Statistiche aggiornate al 13 dicembre 2020.
| Stagione                | Squadra                 | Campionato              | Campionato | Campionato | Coppe nazionali | Coppe nazionali | Coppe nazionali | Coppe continentali | Coppe continentali | Coppe continentali | Altre coppe | Altre coppe | Altre coppe | Totale | Totale |
| Stagione                | Squadra                 | Comp                    | Pres       | Reti       | Comp            | Pres            | Reti            | Comp               | Pres               | Reti               | Comp        | Pres        | Reti        | Pres   | Reti   |
| ----------------------- | ----------------------- | ----------------------- | ---------- | ---------- | --------------- | --------------- | --------------- | ------------------ | ------------------ | ------------------ | ----------- | ----------- | ----------- | ------ | ------ |
| 2011                    | Portland Timbers        | MLS                     | 28         | 2          | USOC            | -               | -               |                    | -                  | -                  |             | -           | -           | 28     | 2      |
| 2012                    | Portland Timbers        | MLS                     | 33         | 6          | USOC            | 1               | 0               |                    | -                  | -                  |             | -           | -           | 34     | 6      |
| 2013                    | Portland Timbers        | MLS                     | 34+4       | 9+1        | USOC            | 4               | 1               |                    | -                  | -                  |             | -           | -           | 37     | 5      |
| 2014                    | Portland Timbers        | MLS                     | 32         | 1          | USOC            | 1               | 1               | CCL                | 2                  | 0                  |             | -           | -           | 35     | 2      |
| 2015                    | Portland Timbers        | MLS                     | 33+6       | 5          | USOC            | 1               | 0               |                    | -                  | -                  |             | -           | -           | 40     | 5      |
| 2016                    | Portland Timbers        | MLS                     | 27         | 1          | USOC            | 1               | 0               | CCL                | -                  | -                  |             | -           | -           | 28     | 1      |
| 2017                    | Portland Timbers        | MLS                     | 27+2       | 3          | USOC            | -               | -               | CCL                | 3                  | 1                  |             | -           | -           | 32     | 4      |
| Totale Portland Timbers | Totale Portland Timbers | Totale Portland Timbers | 226        | 28         |                 | 8               | 2               |                    | 5                  | 1                  |             | -           | -           | 239    | 31     |
| 2018                    | Atlanta United          | MLS                     | 23+3       | 0          | USOC            | -               | -               |                    | -                  | -                  |             | -           | -           | 28     | 0      |
| 2019                    | Atlanta United          | MLS                     | 33+3       | 2          | USOC            | 5               | 0               | CCL                | 4                  | 0                  | CC          | 1           | 0           | 46     | 2      |
| Totale Atlanta United   | Totale Atlanta United   | Totale Atlanta United   | 62         | 2          |                 | 5               | 0               |                    | 4                  | 0                  |             | 1           | 0           | 72     | 2      |
| 2020                    | Columbus Crew           | MLS                     | 15         | 2          |                 | -               | -               |                    | -                  | -                  |             | 4           | 0           | 19     | 2      |
| 2021                    | Columbus Crew           | MLS                     | 33         | 2          | -               | -               | -               | CCL                | 3                  | 0                  | CC          | 1           | 0           | 37     | 2      |
| 2022                    | Columbus Crew           | MLS                     | 34         | 2          | USOC            | 0               | 0               | -                  | -                  | -                  | -           | -           | -           | 34     | 2      |
| 2023                    | Columbus Crew           | MLS                     | 34+6       | 3+1        | USOC            | 1               | 0               | -                  | -                  | -                  | LC          | 3           | 0           | 44     | 4      |
| 2024                    | Columbus Crew           | MLS                     | 20         | 0          | USOC            | 0               | 0               | CCC                | 7                  | 0                  | LC          | 0           | 0           | 27     | 0      |
| Totale Columbus Crew    | Totale Columbus Crew    | Totale Columbus Crew    | 136+6      | 9+1        |                 | 1               | 0               |                    | 10                 | 0                  |             | 8           | 0           | 161    | 10     |
| Totale carriera         | Totale carriera         | Totale carriera         | 456        | 40         |                 | 14              | 2               |                    | 19                 | 1                  |             | 9           | 0           | 498    | 43     |

### Cronologia presenze e reti in nazionale
| Cronologia completa delle presenze e delle reti in nazionale ― Stati Uniti | Cronologia completa delle presenze e delle reti in nazionale ― Stati Uniti | Cronologia completa delle presenze e delle reti in nazionale ― Stati Uniti | Cronologia completa delle presenze e delle reti in nazionale ― Stati Uniti | Cronologia completa delle presenze e delle reti in nazionale ― Stati Uniti | Cronologia completa delle presenze e delle reti in nazionale ― Stati Uniti | Cronologia completa delle presenze e delle reti in nazionale ― Stati Uniti | Cronologia completa delle presenze e delle reti in nazionale ― Stati Uniti |
| Data                                                                       | Città                                                                      | In casa                                                                    | Risultato                                                                  | Ospiti                                                                     | Competizione                                                               | Reti                                                                       | Note                                                                       |
| -------------------------------------------------------------------------- | -------------------------------------------------------------------------- | -------------------------------------------------------------------------- | -------------------------------------------------------------------------- | -------------------------------------------------------------------------- | -------------------------------------------------------------------------- | -------------------------------------------------------------------------- | -------------------------------------------------------------------------- |
| 13-11-2015                                                                 | Saint Louis                                                                | Stati Uniti                                                                | 6 – 1                                                                      | Saint Vincent e Grenadine                                                  | Qual. Mondiali 2018                                                        | -                                                                          | 64’                                                                        |
| 17-11-2015                                                                 | Port of Spain                                                              | Trinidad e Tobago                                                          | 0 – 0                                                                      | Stati Uniti                                                                | Qual. Mondiali 2018                                                        | -                                                                          | 68’                                                                        |
| 31-1-2016                                                                  | Carson                                                                     | Stati Uniti                                                                | 3 – 2                                                                      | Islanda                                                                    | Amichevole                                                                 | -                                                                          | 61’ 72’                                                                    |
| 5-2-2016                                                                   | Carson                                                                     | Stati Uniti                                                                | 1 – 0                                                                      | Canada                                                                     | Amichevole                                                                 | -                                                                          | 61’                                                                        |
| 25-3-2016                                                                  | Città del Guatemala                                                        | Guatemala                                                                  | 2 – 0                                                                      | Stati Uniti                                                                | Qual. Mondiali 2018                                                        | -                                                                          | 45’                                                                        |
| 25-5-2016                                                                  | Frisco                                                                     | Stati Uniti                                                                | 1 – 0                                                                      | Ecuador                                                                    | Amichevole                                                                 | 1                                                                          |                                                                            |
| 28-5-2016                                                                  | Kansas City                                                                | Stati Uniti                                                                | 4 – 0                                                                      | Bolivia                                                                    | Amichevole                                                                 | -                                                                          | 63’                                                                        |
| 3-6-2016                                                                   | Santa Clara                                                                | Stati Uniti                                                                | 0 – 2                                                                      | Colombia                                                                   | Coppa America Centenario - 1º turno                                        | -                                                                          | 66’                                                                        |
| 21-6-2016                                                                  | Houston                                                                    | Stati Uniti                                                                | 0 – 4                                                                      | Argentina                                                                  | Coppa America Centenario - Semifinale                                      | -                                                                          | 78’                                                                        |
| 25-6-2016                                                                  | Glendale                                                                   | Stati Uniti                                                                | 0 – 1                                                                      | Colombia                                                                   | Coppa America Centenario - Finale 3º posto                                 | -                                                                          | 79’                                                                        |
| 29-1-2017                                                                  | San Diego                                                                  | Stati Uniti                                                                | 0 – 0                                                                      | Serbia                                                                     | Amichevole                                                                 | -                                                                          | 87’                                                                        |
| 4-2-2017                                                                   | Chattanooga                                                                | Stati Uniti                                                                | 1 – 0                                                                      | Giamaica                                                                   | Amichevole                                                                 | -                                                                          | 63’                                                                        |
| 25-3-2017                                                                  | San José                                                                   | Stati Uniti                                                                | 6 – 0                                                                      | Honduras                                                                   | Qual. Mondiali 2018                                                        | -                                                                          |                                                                            |
| 29-3-2017                                                                  | Panama                                                                     | Panama                                                                     | 1 – 1                                                                      | Stati Uniti                                                                | Qual. Mondiali 2018                                                        | -                                                                          | 69’                                                                        |
| 3-6-2017                                                                   | Sandy                                                                      | Stati Uniti                                                                | 1 – 1                                                                      | Venezuela                                                                  | Amichevole                                                                 | -                                                                          | 70’                                                                        |
| 8-6-2017                                                                   | Commerce City                                                              | Stati Uniti                                                                | 2 – 0                                                                      | Trinidad e Tobago                                                          | Qual. Mondiali 2018                                                        | -                                                                          |                                                                            |
| 11-6-2017                                                                  | Città del Messico                                                          | Messico                                                                    | 1 – 1                                                                      | Stati Uniti                                                                | Qual. Mondiali 2018                                                        | -                                                                          | 64’                                                                        |
| 19-7-2017                                                                  | Filadelfia                                                                 | Stati Uniti                                                                | 2 – 0                                                                      | El Salvador                                                                | Gold Cup 2017 - Quarti di finale                                           | -                                                                          | 87’                                                                        |
| 22-7-2017                                                                  | East Rutherford                                                            | Costa Rica                                                                 | 0 – 2                                                                      | Stati Uniti                                                                | Gold Cup 2017 - Semifinale                                                 | -                                                                          |                                                                            |
| 26-7-2017                                                                  | San Jose                                                                   | Stati Uniti                                                                | 2 – 1                                                                      | Giamaica                                                                   | Gold Cup 2017 - Finale                                                     | -                                                                          |                                                                            |
| 1-9-2017                                                                   | Harrison                                                                   | Stati Uniti                                                                | 0 – 2                                                                      | Costa Rica                                                                 | Qual. Mondiali 2018                                                        | -                                                                          |                                                                            |
| 5-9-2017                                                                   | San Pedro Sula                                                             | Honduras                                                                   | 1 – 1                                                                      | Stati Uniti                                                                | Qual. Mondiali 2018                                                        | -                                                                          | 74’                                                                        |
| 6-10-2017                                                                  | Orlando                                                                    | Stati Uniti                                                                | 0 – 2                                                                      | Costa Rica                                                                 | Qual. Mondiali 2018                                                        | -                                                                          | 79’                                                                        |
| 10-10-2017                                                                 | Couva                                                                      | Trinidad e Tobago                                                          | 2 – 1                                                                      | Stati Uniti                                                                | Qual. Mondiali 2018                                                        | -                                                                          | 84’                                                                        |
| 28-3-2018                                                                  | Cary                                                                       | Stati Uniti                                                                | 1 – 0                                                                      | Paraguay                                                                   | Amichevole                                                                 | -                                                                          | 90+2’                                                                      |
| Totale                                                                     |                                                                            | Presenze                                                                   | 25                                                                         |                                                                            | Reti                                                                       | 1                                                                          |                                                                            |

## Palmarès

### Club

#### Competizioni nazionali
- Campionato MLS: 4

Portland Timbers: 2015
Atlanta United: 2018
Columbus Crew: 2020, 2023
- U.S. Open Cup: 1

Atlanta United: 2019

#### Competizioni internazionali
- Campeones Cup: 2

Atlanta United: 2019
Columbus Crew: 2021
- Leagues Cup: 1

Columbus Crew: 2024

### Nazionale
- Gold Cup: 1

Stati Uniti 2017

### Individuale
- Hermann Trophy: 1

2010
- Gol dell'anno della MLS: 1

2011